# Kevin Johnson Escamilla
Kevin Rafael Johnson Escamilla (Puerto Cortés, Departamento de Cortés, Honduras; 11 de septiembre de 1995) es un futbolista hondureño. Juega como mediocampista y su equipo actual es el Platense de la Liga Nacional de Honduras.

## Selección nacional
Ha sido internacional con la Selección de fútbol de Honduras, con la que participó en categoría sub-20 durante 2014.

## Clubes
| Club           | País     | Año             |
| -------------- | -------- | --------------- |
| Platense       | Honduras | 2012 - 2015     |
| Marathón       | Honduras | 2016 - 2017     |
| Parrillas One  | Honduras | 2017 - 2018     |
| Deportes Savio | Honduras | 2019            |
| Platense       | Honduras | 2019 - Presente |

## Palmarés

### Campeonatos nacionales
| Título           | Club     | País     | Año  |
| ---------------- | -------- | -------- | ---- |
| Copa de Honduras | Marathón | Honduras | 2017 |